# Józef Zwizda Skrzyndałowicz
Józef Zwizda Skrzyndałowicz – porucznik Brygady Kawalerii Narodowej Michała Wielhorskiego od 1790 roku, uczestnik wojny polsko-rosyjskiej 1792 roku, odznaczony Orderem Virtuti Militari w 1792 roku. Uczestnik powstania kościuszkowskiego, awansował na wicebrygadiera.